# Делта
Вижте пояснителната страница за други значения на Делта.
Делта (главна буква Δ, малка буква δ) е четвъртата буква от гръцката азбука. В гръцката бройна система с тази буква се означава 4. „Делта“ често е използвана като част от названия на частни фирми, организации, компании и т.н., може би поради респектиращото си според някои звучене.

Главната буква Δ се използва като символ за:
- Промяна или разлика в стойността на параметър в математиката и физиката
- Производна в математиката.
- Оператор на Лаплас
- Делта барионите – вид елементарна частица във ядрената физика.

Малката буква δ се използва като символ за:
- Малка промяна на стойността на променлива в математиката и физиката.
- Граница на област в математиката
- Функция на Дирак
- Преместване в механиката
- Обозначение на ДНК-полимеразата с елонгираща функция при еукариотните клетки (удължаване на полинуклеотидната верига при биосинтеза на ДНК – репликация)